# Życie (tygodnik)

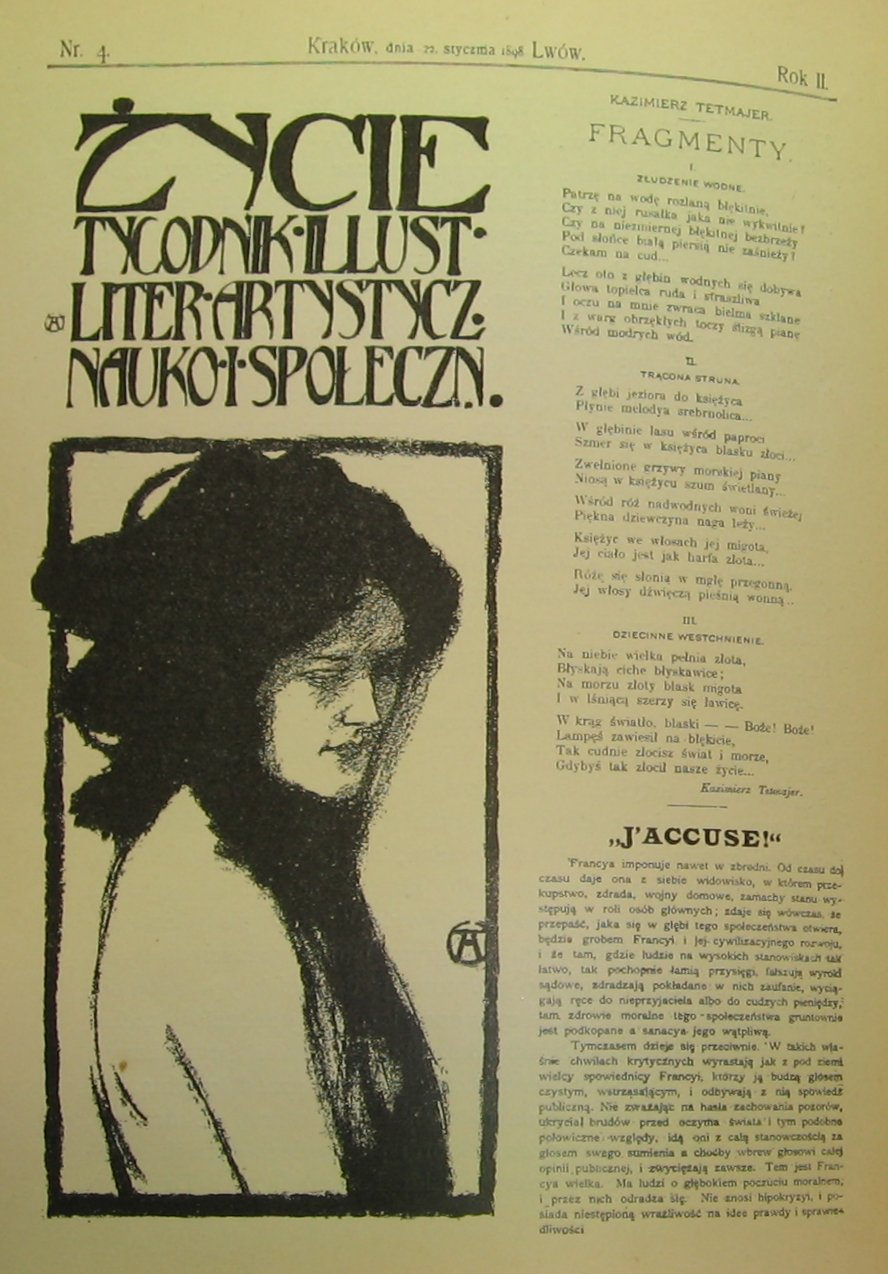
Pierwsza strona numeru ze stycznia 1898

Życie – ilustrowany tygodnik (później dwutygodnik i miesięcznik) literacko-artystyczno-społeczny, założony w 1897 przez Ludwika Szczepańskiego, ukazujący się w Krakowie i Lwowie.

## Historia
Początkowo pismo nie miało mieć profilu wyłącznie artystycznego – zajmowało się również publikacją artykułów o tematyce społecznej, politycznej, narodowej itp. Stawiało również na aktualność informacji, którą miała zapewniać współpraca ze stałymi korespondentami z kraju i zagranicy. W tym okresie pismo skupiało głównie autorów o poglądach socjalistycznych; do jego współpracowników należeli m.in. Kazimierz Kelles-Krauz, Iza Moszczeńska i Wilhelm Feldman. Publikowano teksty literatów zarówno młodszego pokolenia (m.in. Przybyszewski, Tetmajer, Zapolska, Kasprowicz), jak i starszych (m.in. Konopnicka, Dygasiński, Asnyk). Pismo było bogato ilustrowane, m.in. reprodukcjami twórców związanych z symbolizmem i impresjonizmem.
Kłopoty finansowe i niedobór prenumeratorów sprawiły, że Szczepański zrezygnował z tworzenia „Życia”; pismo objął Ignacy Sewer-Maciejowski, który natomiast przekazał redakcję Przybyszewskiemu. Nowy redaktor postanowił całkowicie zmienić profil pisma – miało ono być poświęcone wyłącznie sztuce i ukazywać się co dwa tygodnie. Przybyszewski zlikwidował dział społeczny, a opiekę nad wizualną stroną „Życia” powierzył Stanisławowi Wyspiańskiemu. Pismo publikowane było odtąd na papierze kredowym, w dużym formacie, zawierało liczne reprodukcje i wykwintną czcionkę. Publikowało w nim wielu ówczesnych autorów, m.in. Kasprowicz, Wyspiański, Zawistowska, Brzozowski, Żuławski, Rittner oraz sam Przybyszewski. Ukazywały się w nim również przekłady z nowej literatury zagranicznej, m.in. francuskiej, czeskiej i skandynawskiej.
Na łamach redagowanego przez Przybyszewskiego „Życia” odbyła się w 1898 roku dyskusja o nowej sztuce, stanowiąca reakcję na zamieszczony w „Słowie Polskim” artykuł Stanisława Szczepanowskiego pt. Dezynfekcja prądów europejskich. Doprowadziła ona do publikacji na łamach „Życia” wystąpień teoretycznych, określających cele i właściwości nowej sztuki, w tym m.in. cyklu Młoda Polska Artura Górskiego (podpisanych pseudonimem Quasimodo) oraz tekstu Confiteor Przybyszewskiego.
Mimo ambitnych zamierzeń Przybyszewskiego, "Życie" upadło w 1900 roku (ostatni numer ukazał się w styczniu). Było to związane z częstymi ingerencjami cenzury i konfiskatami numerów, które silnie obciążały finansowo pismo. Spowodowało to najpierw zmienienie periodyku w miesięcznik, a w końcu całkowitą jego likwidację.